# 瓦爾加斯悲劇
瓦爾加斯悲劇（英語：Vargas tragedy），於1999年12月14日在委內瑞拉瓦爾加斯州發生的一場暴雨洪水和泥石流。這場事故導致數万人喪生，多達百分之十的瓦爾加斯居民死亡。該事件亦導致洲中的基礎設施徹底損毀，甚至被沖進海中。

## 背景資料

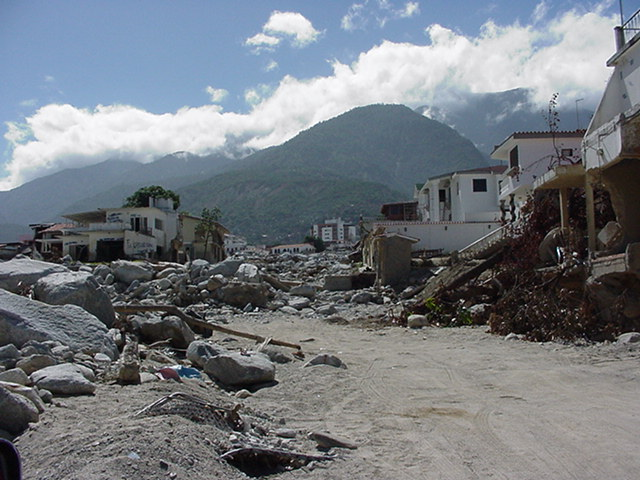
瓦爾加斯悲劇中Los Corales的一部分，事件中被破壞得最嚴重的街區之一

瓦爾加斯州的沿海地區長期以來一直受到泥石流和洪水的影響。自史前時代以來，地質相似的災難已經發生。 自17世紀以來，在瓦爾加斯中每個世紀都会至少發生兩次大規模的泥石流或洪水事件等。在1798年2月，1912年8月，1914年1月，1938年11月，1944年5月，1944年11月，1948年8月和1951年2月都曾過同类事件。
在該次事件發生之前，曾在1951年發生过一次大洪水，但那次事件卻沒有造成太大的破壞。根據航空照片和測量記錄，地質學家能夠直接比較1951年的事件和該次事件。其所涉及的降雨量少於該次事件，觸發的山體滑坡減少，1999年12月異常強烈的風暴在短短幾天內下了911毫米的降雨，引發了廣泛的泥石流。自1951年災難以來，巴爾加斯州經歷了高人口增長和發展，因此增加了該次事件中的人員傷亡。

## 事件經過
1999年12月，委内瑞拉中北海岸发生暴雨，12月14日至16日达到巔峰。当地时间12月15日大約下午8時左右，溢水开始进入河道，吸取并沉淀沉积物冲向大海。总体上，这些降雨在第一次洪水过后，于海岸到略越过阿维拉山脉的山峰引发了数千次浅层滑坡，从地形中冲走了土壤和岩石。额外的水将这些滑坡液化成岩屑流，这些岩屑流是水与大量岩石和泥浆混合的颗粒流。岩屑流的首次目击位于15日晚8:30；16日上午8:00至9:00报告了最后的岩屑流。一些流域出现了多个岩屑流，其中一些携带着巨大的巨石和树干进入冲积扇三角洲。从16日早上7点到9点产生了一股新的洪水，一直持续到下午晚些时候。这些洪水含泥沙量不高，因此能够夹带新的物质，并切入前几天的洪水和岩屑流沉积物中形成新的河流。